# ایر آتلانتا آیسلندیک
ایر آتلانتا آیسلندیک (به انگلیسی: Air Atlanta Icelandic) یک شرکت هواپیمایی با کد یاتا CC است که در ۱۹۸۶ میلادی تأسیس شده‌است. دفتر مرکزی ایر آتلانتا آیسلندیک در کوپاووگور، ایسلند واقع شده‌است و قطب این شرکت هواپیمایی در فرودگاه بین‌المللی کفلاویک قرار دارد.